# St Thomas the Apostle Rural
 (septembre 2023).
St Thomas the Apostle Rural est une paroisse civile des Cornouailles, en Angleterre.